# 1. Sport-Club Göttingen von 1905 1997-1998
Questa voce raccoglie le informazioni riguardanti il 1. Sport-Club Göttingen von 1905 nelle competizioni ufficiali della stagione 1997-1998.

## Stagione
Nella stagione 1997-1998 il Göttingen, allenato da Ralph Conrad, concluse il campionato di Regionalliga nord al 18º posto e fu retrocesso in Oberliga.

## Rosa
| N. |                                 | Ruolo | Calciatore         |
| -- | ------------------------------- | ----- | ------------------ |
|    | Germania (bandiera)             | P     | Jochen Schettler   |
|    | Germania (bandiera)             | P     | Holger Thamm       |
|    | Germania (bandiera)             | P     | Jan Hessing        |
|    | Ghana (bandiera)                | P     | Francis Awafong    |
|    | Germania (bandiera)             | D     | Stefan Gähle       |
|    | Germania (bandiera)             | D     | Norbert Fritsch    |
|    | Germania (bandiera)             | D     | Dr. Florian Köther |
|    | Germania (bandiera)             | D     | Patrick Löwe       |
|    | Germania (bandiera)             | D     | Marc Knackstedt    |
|    | Germania (bandiera)             | D     | Johannes Graefe    |
|    | Bosnia ed Erzegovina (bandiera) | D     | Zoran Gavric       |
|    | Germania (bandiera)             | D     | John Deike         |
|    | Polonia (bandiera)              | D     | Janusz Kwoka       |
|    | Germania (bandiera)             | D     | Marko Große        |
|    | Germania (bandiera)             | C     | Meikel Schwarz     |
|    | Germania (bandiera)             | C     | Philippe van Issem |
|    | Germania (bandiera)             | C     | Meik-Roland Müller |
|    | Germania (bandiera)             | C     | Danny Bachmann     |
|    | Germania (bandiera)             | C     | Michael Giesler    |

| N. |                                 | Ruolo | Calciatore           |
| -- | ------------------------------- | ----- | -------------------- |
|    | Germania (bandiera)             | C     | Mark Schmitz         |
|    | Germania (bandiera)             | C     | Lars Dittrich        |
|    | Germania (bandiera)             | C     | Alexander Günther    |
|    | Germania (bandiera)             | C     | Franz Kari           |
|    | Germania (bandiera)             | C     | Kirjan Krauß         |
|    | Germania (bandiera)             | C     | Michael Isecke       |
|    | Germania (bandiera)             | C     | Dennis Müller        |
|    | Germania (bandiera)             | C     | Thomas Seeve         |
|    | Germania (bandiera)             | C     | Kay Hage             |
|    | Bosnia ed Erzegovina (bandiera) | C     | Christijan Peraic    |
|    | Germania (bandiera)             | C     | Ayhan Piril          |
|    | Germania (bandiera)             | A     | Dirk Hipperling      |
|    | Germania (bandiera)             | A     | Oliver Hillebrandt   |
|    | Germania (bandiera)             | A     | Jörg Meissner        |
|    | Germania (bandiera)             | A     | Alain Piljug         |
|    | Grecia (bandiera)               | A     | Konstantinos Goutzas |
|    | Germania (bandiera)             | A     | Sebastian Wlodek     |
|    | Germania (bandiera)             | A     | Jens Langnickel      |
|    | Polonia (bandiera)              | A     | Kryspin Sawicki      |

## Organigramma societario
Area tecnica
- Allenatore: Ralph Conrad
- Allenatore in seconda:
- Preparatore dei portieri:
- Preparatori atletici:
- Analisi video:

## Calciomercato

### Sessione estiva
| Acquisti | Acquisti    | Acquisti          | Acquisti |
| R.       | Nome        | da                | Modalità |
| -------- | ----------- | ----------------- | -------- |
| D        | Marko Große | Wacker Nordhausen |          |

| Cessioni | Cessioni        | Cessioni      | Cessioni |
| R.       | Nome            | a             | Modalità |
| -------- | --------------- | ------------- | -------- |
| C        | Tobias Dietrich | Hannover 96   |          |
| C        | Jan-Uwe Gundel  | Kickers Emden |          |
| C        | Michele Putaro  | TuS Celle     |          |
| A        | René Westphal   | SC Weende     |          |
| D        | Arunas Zekas    | Gießen        |          |
| C        | Andreas Zindler | Goslarer      |          |

### Sessione invernale
| Acquisti | Acquisti | Acquisti | Acquisti |
| R.       | Nome     | da       | Modalità |
| -------- | -------- | -------- | -------- |

| Cessioni | Cessioni    | Cessioni          | Cessioni |
| R.       | Nome        | a                 | Modalità |
| -------- | ----------- | ----------------- | -------- |
| D        | Marko Große | Wacker Nordhausen |          |

## Risultati

### Regionalliga

#### Girone di andata
| 2 agosto 1997, ore 14:30 CEST 1ª giornata | Göttingen | 4 – 1 | Atlas Delmenhorst |  |

| 6 agosto 1997, ore 19:30 CEST 2ª giornata | TuS Celle | 1 – 1 | Göttingen |  |

| 10 agosto 1997, ore 15:00 CEST 3ª giornata | Werder Brema II | 4 – 0 | Göttingen |  |

| 16 agosto 1997, ore 14:30 CEST 4ª giornata | Göttingen | 2 – 3 | Kickers Emden |  |

| 24 agosto 1997, ore 15:00 CEST 5ª giornata | Lubecca | 2 – 0 | Göttingen |  |

| 31 agosto 1997, ore 15:00 CEST 6ª giornata | Göttingen | 1 – 2 | 93 Amburgo |  |

| 7 settembre 1997, ore 15:00 CEST 7ª giornata | Eintracht Nordhorn | 5 – 3 | Göttingen |  |

| 13 settembre 1997, ore 14:30 CEST 8ª giornata | Göttingen | 1 – 3 | Oldenburg |  |

| 20 settembre 1997, ore 14:30 CEST 9ª giornata | Hannover 96 | 10 – 0 | Göttingen |  |

| 27 settembre 1997, ore 14:30 CEST 10ª giornata | Göttingen | 0 – 1 | Eintracht Braunschweig |  |

| 5 ottobre 1997, ore 15:00 CEST 11ª giornata | Herzlake | 3 – 1 | Göttingen |  |

| 12 ottobre 1997, ore 15:00 CEST 12ª giornata | Göttingen | 0 – 2 | S.F. Ricklingen |  |

| 19 ottobre 1997, ore 15:00 CEST 13ª giornata | Norderstedt | 3 – 1 | Göttingen |  |

| 26 ottobre 1997, ore 15:00 CEST 14ª giornata | Göttingen | 2 – 0 | Amburgo II |  |

| 2 novembre 1997, ore 14:00 CET 15ª giornata | Osnabrück | 6 – 1 | Göttingen |  |

| 9 novembre 1997, ore 15:00 CET 16ª giornata | Göttingen | 0 – 0 | Wilhelmshaven |  |

| 15 novembre 1997, ore 14:00 CET 17ª giornata | Arminia Hannover | 2 – 2 | Göttingen |  |

#### Girone di ritorno
| 24 novembre 1997, ore 14:00 CET 18ª giornata | Atlas Delmenhorst | 4 – 0 | Göttingen |  |

| 29 novembre 1997, ore 14:00 CET 19ª giornata | Göttingen | 1 – 1 | TuS Celle |  |

| 31 gennaio 1998, ore 15:00 CET 20ª giornata | Göttingen | 0 – 4 | Werder Brema II |  |

| 12 dicembre 1997, ore 19:30 CET 21ª giornata | Kickers Emden | 1 – 1 | Göttingen |  |

| 13 aprile 1998, ore 15:00 CEST 22ª giornata | Göttingen | 0 – 2 | Lubecca |  |

| 15 febbraio 1998, ore 15:00 CET 23ª giornata | 93 Amburgo | 3 – 3 | Göttingen |  |

| 22 febbraio 1998, ore 15:00 CET 24ª giornata | Göttingen | 3 – 5 | Eintracht Nordhorn |  |

| 1º marzo 1998, ore 15:00 CET 25ª giornata | Oldenburg | 7 – 3 | Göttingen |  |

| 11 aprile 1998, ore 14:30 CEST 26ª giornata | Göttingen | 0 – 3 | Hannover 96 |  |

| 13 marzo 1998, ore 20:00 CET 27ª giornata | Eintracht Braunschweig | 1 – 0 | Göttingen |  |

| 21 marzo 1998, ore 14:00 CET 28ª giornata | Göttingen | 1 – 1 | Herzlake |  |

| 29 marzo 1998, ore 15:00 CET 29ª giornata | S.F. Ricklingen | 5 – 0 | Göttingen |  |

| 5 aprile 1998, ore 15:00 CEST 30ª giornata | Göttingen | 1 – 3 | Norderstedt |  |

| 19 aprile 1998, ore 16:00 CEST 31ª giornata | Amburgo II | 4 – 0 | Göttingen |  |

| 2 maggio 1998, ore 14:30 CEST 32ª giornata | Göttingen | 0 – 4 | Osnabrück |  |

| 10 maggio 1998, ore 15:00 CEST 33ª giornata | Wilhelmshaven | 5 – 1 | Göttingen |  |

| 16 maggio 1998, ore 14:00 CEST 34ª giornata | Göttingen | 2 – 6 | Arminia Hannover |  |

## Statistiche

### Statistiche di squadra
| Competizione      | Punti | In casa | In casa | In casa | In casa | In casa | In casa | In trasferta | In trasferta | In trasferta | In trasferta | In trasferta | In trasferta | Totale | Totale | Totale | Totale | Totale | Totale | DR  |
| Competizione      | Punti | G       | V       | N       | P       | Gf      | Gs      | G            | V            | N            | P            | Gf           | Gs           | G      | V      | N      | P      | Gf     | Gs     | DR  |
| ----------------- | ----- | ------- | ------- | ------- | ------- | ------- | ------- | ------------ | ------------ | ------------ | ------------ | ------------ | ------------ | ------ | ------ | ------ | ------ | ------ | ------ | --- |
| Regionalliga nord | 13    | 17      | 2       | 3       | 12      | 18      | 41      | 17           | 0            | 4            | 13           | 17           | 66           | 34     | 2      | 7      | 25     | 35     | 107    | -72 |
| Totale            | 13    | 17      | 2       | 3       | 12      | 18      | 41      | 17           | 0            | 4            | 13           | 17           | 66           | 34     | 2      | 7      | 25     | 35     | 107    | -72 |

### Andamento in campionato
| Giornata  | 1 | 2 | 3  | 4  | 5  | 6  | 7  | 8  | 9  | 10 | 11 | 12 | 13 | 14 | 15 | 16 | 17 | 18 | 19 | 20 | 21 | 22 | 23 | 24 | 25 | 26 | 27 | 28 | 29 | 30 | 31 | 32 | 33 | 34 |
| --------- | - | - | -- | -- | -- | -- | -- | -- | -- | -- | -- | -- | -- | -- | -- | -- | -- | -- | -- | -- | -- | -- | -- | -- | -- | -- | -- | -- | -- | -- | -- | -- | -- | -- |
| Luogo     | C | T | T  | C  | T  | C  | T  | C  | T  | C  | T  | C  | T  | C  | T  | C  | T  | T  | C  | C  | T  | C  | T  | C  | T  | C  | T  | C  | T  | C  | T  | C  | T  | C  |
| Risultato | V | N | P  | P  | P  | P  | P  | P  | P  | P  | P  | P  | P  | V  | P  | N  | N  | P  | N  | P  | N  | P  | N  | P  | P  | P  | P  | N  | P  | P  | P  | P  | P  | P  |
| Posizione | 2 | 5 | 10 | 11 | 15 | 16 | 17 | 17 | 18 | 18 | 18 | 18 | 18 | 18 | 18 | 18 | 18 | 18 | 18 | 18 | 18 | 18 | 18 | 18 | 18 | 18 | 18 | 18 | 18 | 18 | 18 | 18 | 18 | 18 |

Legenda:

Luogo: C = Casa; T = Trasferta. Risultato: V = Vittoria; N = Pareggio; P = Sconfitta.